# 興德王
興德王（？—836年）；姓金名秀昇，后改景徽，是新罗国第四十二代君主，憲德王母弟。在位十一年，諡興德，僖康王嗣位，以遺命合葬於定穆王后陵(今安康府北四十里)。

## 后妃
- 妃章和夫人金氏——元年[唐寶曆二年]十二月卒，封定穆王后，昭聖王女